# آنا (مسلسل)
مسلسل آنا يعتبر هدا المسلسل أول مسلسل مكسيكي مدبلج إلى الدارجة المغربية تم دبلجته من قبل قناة 2M استعانت بشركة دبلجة فرنسية. وأنجزت الترجمة على يد المترجمين المغربيين إمام اللجام وضياء الكتيبي.
هو مسلسل مكسيكي درامي رومنسي ذو طابع الاتارة والغموض عرض في عدة دول عالمية قام بدور البطولة الممثلة المكسيكية انا ليفسكا.
الاسم الأصلي للمسلسل هو «وجها انا» las dos caras de ana عرض المسلسل أول مرة عام 2006 م وتحكي قصة المسلسل عن الفتاة انا التي تعيش مع امها واخيها والتي تحلم بان تصبح ممثلة لتتغير بعد ذلك حياتها فجأة.

## البث
| لمشاهدة الحلقات | الدولة | القناة الباثة | التاريخ | الرابط على القناة |
| --------------- | ------ | ------------- | ------- | ----------------- |
| Tv Fun          | المغرب | دوزيم         | 2009    | دوزيم             |
|                 |        |               |         |                   |
|                 |        |               |         |                   |

## القصة
تعيش أنا إيسكوديرو رفقة والدتها وأخيها فابيان بميامي. أنا فتاة شابة وطموحة، تحلم بأن تصبح يوما ما ممثلة موهوبة، لكن إمكانياتها المادية لا تسمح لها بولوج مدرسة خاصة بالتكوين في مجال التمثيل، لذلك فهي تكتفي بعملها كمساعدة لدى دونا كراسييلا سالكادو، وهي أرملة ثرية، تحب أنا وتستعمل علاقاتها لتساعدها على تحقيق حلمها.
يبدو أن الحظ سيبتسم لأنا، فقد تم قبولها، بفضل دونا كراسييلا، لاجتياز مباراة بإحدى المدارس الراقية والمعروفة في فن التمثيل، وفي ذلك اليوم، التقت بشاب وسيم يدعى رفاييل بوستامينتي، ويحلم بدوره بأن يصبح ممثلا، ووقعت في حبه.
لكن حياة أنا ستتغير بعد أن صدمت سيارة أخاها فابيان. إيكناسيو سائق السيارة كان ثملا، وهو ابن أومبيرطو بوستامينتي أحد كبار أثرياء البلد، هذا الأخير سينجح في تخليص ابنه من عقوبة السجن، الأمر لن لم تتقبله أنا التي بدأت تفكر في الانتقام من إيكناسيو، دون أن تعرف أن إيكناسيو ليس سوى الأخ الأكبر لرفاييل الذي أحبته
```
ابطال مسلسل أنا
```

- Rafael Amaya........................... Rafael
- Maria Rubio.............................. Graciela
- Alexa Damian............................ Irene
- Leonardo Daniel........................ Humberto
- Mauricio Aspe........................... Ignacio
- Francisco Rubio......................... Vicente
- Héctor Sáez.............................. Dionisio
- Raquel Morell............................ Rebeca
- Toño Mauri................................ Adrián
- Graciela Bernardos................... Aurora
- Mike Biaggio.............................. Fabián
- Allisson Marian......................... Paulina
- Susana Diazayas...................... Sofía
- María Fernanda García.............. Cristina
- Mariana Huerdo........................ Claudia
- Alexandra Graña....................... Tina
- Julián Legaspi .......................... Javier
- Juan Vidal................................. Cristobal
- Ismael la Rosa.......................... Eric
- Socorro Bonilla......................... Julia

## روابط خارجية
- آنا على موقع IMDb (الإنجليزية)
- آنا على موقع فيلمافينيتي (الإسبانية)
- آنا على موقع كينوبويسك (الروسية)
- آنا على موقع ألو سيني (الفرنسية)